# Eucarterus
Eucarterus is een geslacht van kevers uit de familie van de loopkevers (Carabidae). De wetenschappelijke naam van het geslacht is voor het eerst geldig gepubliceerd in 1900 door Reitter.

## Soorten
Het geslacht Eucarterus is monotypisch en omvat slechts de volgende soort:
- Eucarterus sparsutus (Reitter, 1898)